# Heiligegeiststraße 13 (Quedlinburg)

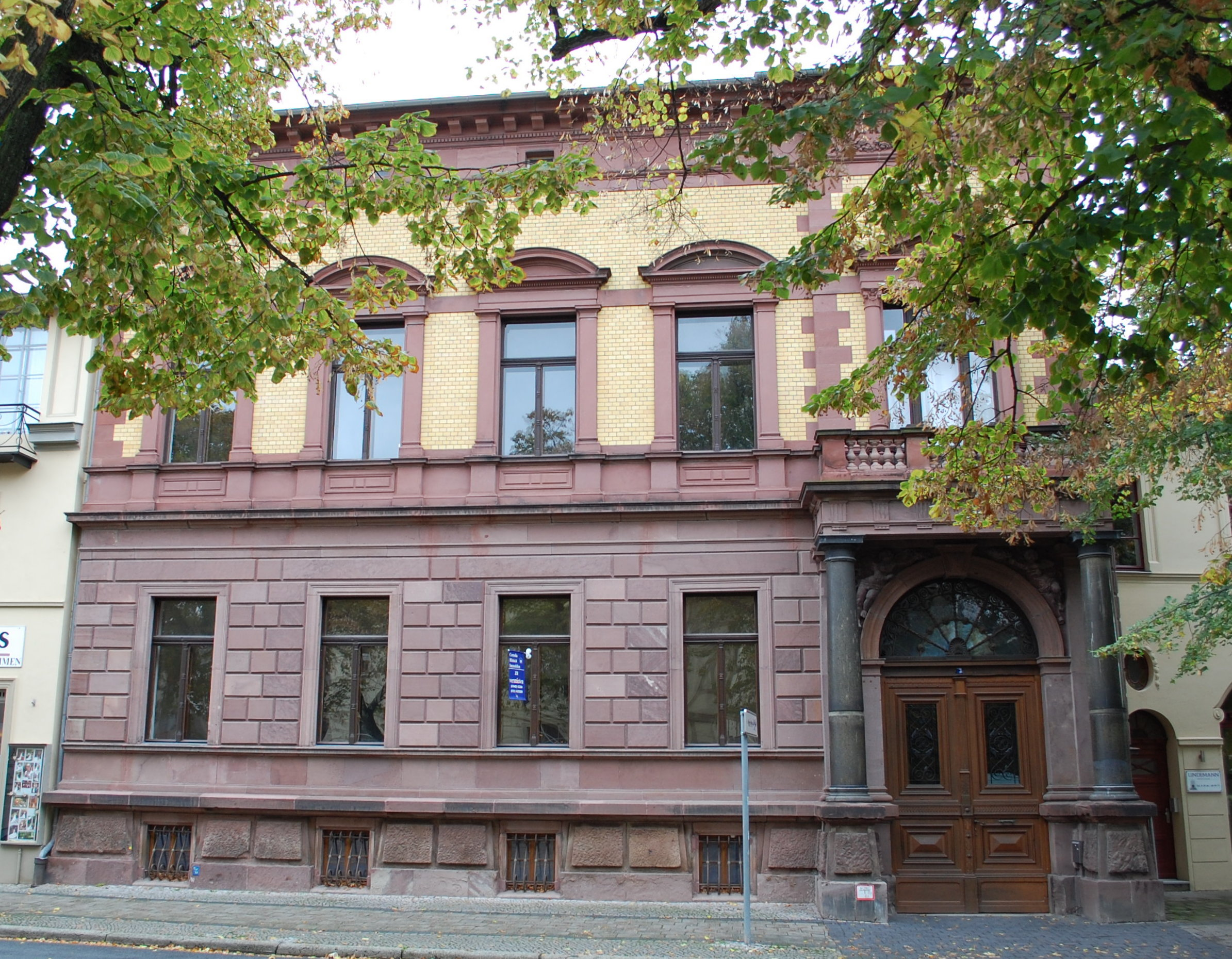
Haus Heiligegeiststraße 13

Das Haus Heiligegeiststraße 13 ist ein denkmalgeschütztes Gebäude in der Stadt Quedlinburg in Sachsen-Anhalt.
Es liegt südöstlich der historischen Quedlinburger Altstadt. Im Quedlinburger Denkmalverzeichnis ist es als Wohnhaus eingetragen.

## Architektur und Geschichte
Das repräsentative Haus entstand im Jahr 1884. Begonnen wurde der Bau vom Stadtbaurat Jacobi, fortgeführt und vollendet wurde das Haus durch den Stadtbaurat Gaul. In seiner Erscheinung ähnelt das Haus einem barocken Stadtpalais römischer Ausprägung. Im Gebäudeinneren ist die ursprüngliche Gestaltung zum großen Teil erhalten. So bestehen ursprüngliche Bleiverglasungen und Stuckaturen. Hofseitig befindet sich ein weiterer Gebäudeflügel, der sich in seiner Gestaltung am Haupthaus orientiert.